# Enrico degli Obodriti
Enrico degli Obodriti (1049 – 22 marzo 1127) è stato un condottiero obodrita della dinastia dei Naconidi, secondo figlio di Godescalco dei Vendi.

## Biografia
Egli emigrò nel 1090 dalla Danimarca verso la terra degli slavi occidentali ed iniziò la sua campagna con l'aiuto di una donna. Il suo avversario Kruto aveva sposato una certa Slawina. Ecco come narra la vicenda il cronista dell'epoca, Helmold di Bosau:
«Enrico non mancava né di saggezza né di astuzia per proteggersi. Effettivamente Slawina, la consorte di Kruto, ammoniva sempre il marito, mentre lo tradiva, come si stesse attentando alla sua vita. Dato che il marito, divenuto piuttosto anziano, a lei ispirava ripugnanza, concepì infine un piano per poter sposare Enrico.  Così Enrico, su incitamento di questa donna, invitò Kruto ad un banchetto e, allorché questi, ebbro per il troppo bere, lasciò barcollando la stanza nella quale aveva sbevazzato, un danese lo stese con un'ascia di guerra e lo decapitò con un colpo. Enrico sposò quindi Slawina e si prese le terre ed il potere»
Gli obodriti videro tornare su di loro le odiate imposte se Enrico, che aveva dietro le spalle danesi e sassoni, fosse andato al potere. Enrico colpì il loro spiegamento di forze nel 1093 nella battaglia di Schmilau. Helmold deve aver saputo da testimoni oculari che i raggi del sole al tramonto abbagliarono talmente gli slavi, che non essi potevano vedere nulla. Dopo questa vittoria Enrico poté avere mano libera, ma al contrario di suo padre, non procedette alla ricristianizzazione. Egli ripristinò la pace nel territorio e scelse l'Antica Lubecca (Liubice) come sua residenza preferita, giacché la località era sita fra meclemburghesi, wagri e obodriti linoni. Per questo egli fu più volte identificato come Enrico dell'Antica Lubecca.
Egli respinse un attacco dei Rani alla rocca di Liubice e rese via via tutti gli slavi del Mar Baltico suoi tributari. Con il conte Adolfo I di Schaumburg ed Holstein, che l'imperatore Lotario II aveva insediato verso il 1111 nello Holstein, egli ebbe sempre buoni rapporti. 
Quando nel 1123 il figlio Waldemaro fu ucciso dai Rani, egli intraprese una campagna invernale contro gli abitanti dell'isola di Rügen, i cui sacerdoti, di fronte alla minaccia di una grave rappresaglia, si affrancarono con una grossa somma. Nel 1126 arrivò Vicelino di Oldenburg che gli chiese l'autorizzazione di poter esercitare l'attività missionaria nelle sue terre. Enrico gli concesse l'autorizzazione e gli consegnò la chiesa di Liubice «… cosicché egli potesse colà risiedere in sicurezza e potesse esercitare il Ministero Divino.» (Helmold di Bosau) Vicelino ed i suoi accompagnatori rientrarono in Sassonia per potersi preparare alla missione nelle terre degli slavi occidentali, ma qui giunti appresero che Enrico era morto. Una fonte sostiene che egli sia stato ucciso e sepolto a Lüneburg, ma il silenzio di Helmold a questo proposito rende dubbia tale versione.

## Successione
Enrico ebbe quattro figli. I due figli maggiori, Valdemar (†1123) e Mstivoj II (†1127), morirono prima del padre. Fra gli altri due figli, Canuto e Sventipolk, scoppiò la guerra per la successione. Inizialmente il territorio fu spartito tra loro, ma nel 1128 Canuto fu ucciso a Lütjenburg e Sventipolk si prese la sua parte di territorio. Nel medesimo anno fu ucciso anche Sventipolk ed il figlio Swineke subì la stessa sorte l'anno successivo a Ertheneburg sull'Elba. Così la stirpe di Enrico come signore degli slavi si estinse con la morte dei figli e del nipote, e con lui ebbe fine la stirpe dei Naconidi.
Dopo la morte di Enrico e di tutti i suoi eredi diretti, il re di Germania Lotario II di Supplimburgo offrì, dietro pagamento di una notevole somma, il titolo di Samtherrscher degli Obidriti al principe danese Canuto Lavard, figlio del re Eric I di Danimarca, preferendolo a Pribislavo di Wagria, figlio di Budivoj e il nipote di Enrico, che pure era nella linea di successione, forse perché ancora pagano.

## Ascendenza
|                       |   |   | Genitori |  |  | Nonni |  |  | Bisnonni |  |  | Trisnonni |  |
|                       |   |   |          |  |  |       |  |  | Mstislaw |  |  | Mstivoj   |  |
|                       |   |   |          |  |  |       |  |  | Mstislaw |  |  | Mstivoj   |  |
|                       |   | … |          |  |  |       |  |  | Mstislaw |  |  |           |  |
| Pribignew             |   |   |          |  |  |       |  |  | Mstislaw |  |  |           |  |
|                       |   | … | …        |  |  |       |  |  |          |  |  |           |  |
|                       |   | … | …        |  |  |       |  |  |          |  |  |           |  |
|                       |   | … | …        |  |  |       |  |  |          |  |  |           |  |
| Godescalco dei Vendi  |   | … |          |  |  |       |  |  |          |  |  |           |  |
|                       |   | … | …        |  |  |       |  |  |          |  |  |           |  |
|                       |   | … | …        |  |  |       |  |  |          |  |  |           |  |
|                       |   | … | …        |  |  |       |  |  |          |  |  |           |  |
| …                     |   | … |          |  |  |       |  |  |          |  |  |           |  |
|                       |   | … | …        |  |  |       |  |  |          |  |  |           |  |
|                       |   | … | …        |  |  |       |  |  |          |  |  |           |  |
|                       |   | … | …        |  |  |       |  |  |          |  |  |           |  |
| Enrico degli Obodriti |   | … |          |  |  |       |  |  |          |  |  |           |  |
|                       | … | … |          |  |  |       |  |  |          |  |  |           |  |
|                       | … | … |          |  |  |       |  |  |          |  |  |           |  |
|                       | … | … |          |  |  |       |  |  |          |  |  |           |  |
| …                     | … |   |          |  |  |       |  |  |          |  |  |           |  |
|                       |   | … | …        |  |  |       |  |  |          |  |  |           |  |
|                       |   | … | …        |  |  |       |  |  |          |  |  |           |  |
|                       |   | … | …        |  |  |       |  |  |          |  |  |           |  |
| …                     |   | … |          |  |  |       |  |  |          |  |  |           |  |
|                       |   | … | …        |  |  |       |  |  |          |  |  |           |  |
|                       |   | … | …        |  |  |       |  |  |          |  |  |           |  |
|                       |   | … | …        |  |  |       |  |  |          |  |  |           |  |
| …                     |   | … |          |  |  |       |  |  |          |  |  |           |  |
|                       |   | … | …        |  |  |       |  |  |          |  |  |           |  |
|                       |   | … | …        |  |  |       |  |  |          |  |  |           |  |
|                       |   | … | …        |  |  |       |  |  |          |  |  |           |  |
|                       |   | … |          |  |  |       |  |  |          |  |  |           |  |